# Francesco di Teck (Principe di Teck)
Principe Francesco di Teck GCVO DSO (Kensington Palace, 9 gennaio 1870 – Castello di Balmoral, 22 ottobre 1910) era il secondo figlio maschio del duca di Teck e fratello della regina Mary, consorte di Giorgio V del Regno Unito.

## Famiglia
Francesco Giuseppe Leopoldo Federico, noto come "Frank", nacque a Kensington Palace ed educato al Wellington College, Cheltenham College (Stone, 1912, p. xviii) e al Royal Military College di Sandhurst.
Suo padre il Principe Francesco, Duca di Teck, figlio del duca Alessandro di Württemberg e della moglie morganatica Claudine Rhédey von Kis-Rhéde, investita col titolo di Contessa di Hohenstein. Sua madre era la principessa Maria Adelaide di Cambridge, la più giovane dei figli del principe Adolfo, duca di Cambridge e nipote di Giorgio III del Regno Unito. Frank fu designato “sua altezza serenissima principe Francesco di Teck” alla nascita.  

## Biografia
Il principe Francesco era un giocatore d'azzardo, i cui debiti lo portarono ad essere mandato a dedicarsi alla sua carriera militare in India.
Il principe Francesco non si sposò. Secondo la storica Julia P. Gelardi, Il principe Francesco venne vigorosamente perseguitato dalla principessa Maud del Galles, cognata di sua sorella. I due si scambiarono lettere, ma presto diventò chiaro che Francesco non era interessato a Maud, che alla fine sposò suo cugino il principe Carlo di Danimarca, diventando regina di Norvegia nel 1905.
Francesco ebbe una relazione con Ellen Constance, moglie di Francis Needham, III conte di Kilmorey,  al quale egli avrebbe lasciato in eredità gli smeraldi di Cambridge, una parte dei gioielli della famiglia Teck. Al fine di recuperare i cimeli di famiglia, sua sorella May, diventata regina, fece sigillare il testamento di Francesco, e successivamente negoziò con Lady Kilmorey di riacquistare gli smeraldi, come riferito, al prezzo di ₤ 10.000.
L'attrice inglese Sarah Miles ha rivendicato di essere la bisnipote del principe Francesco, attraverso suo nonno, un presunto figli illegittimo del principe di nome Francis Remnant, nato a Richmond nel Surrey, nel 1894.

## Ascendenza
|                                                 |                             |                                                   | Genitori                                             |  |  | Nonni |  |  | Bisnonni                     |  |  | Trisnonni                          |  |
|                                                 |                             |                                                   |                                                      |  |  |       |  |  | duca Ludovico di Württemberg |  |  | Federico II Eugenio di Württemberg |  |
|                                                 |                             |                                                   |                                                      |  |  |       |  |  | duca Ludovico di Württemberg |  |  | Federico II Eugenio di Württemberg |  |
|                                                 |                             | margravia Federica Dorotea di Brandeburgo-Schwedt |                                                      |  |  |       |  |  | duca Ludovico di Württemberg |  |  |                                    |  |
| duca Alessandro di Württemberg                  |                             |                                                   |                                                      |  |  |       |  |  | duca Ludovico di Württemberg |  |  |                                    |  |
|                                                 |                             | principessa Enrichetta di Nassau-Weilburg         | Carlo Cristiano, duca di Nassau-Weilburg             |  |  |       |  |  |                              |  |  |                                    |  |
|                                                 |                             | principessa Enrichetta di Nassau-Weilburg         | Carlo Cristiano, duca di Nassau-Weilburg             |  |  |       |  |  |                              |  |  |                                    |  |
|                                                 |                             | principessa Enrichetta di Nassau-Weilburg         | principessa Carolina d'Orange-Nassau                 |  |  |       |  |  |                              |  |  |                                    |  |
| principe Francesco, duca di Teck                |                             | principessa Enrichetta di Nassau-Weilburg         |                                                      |  |  |       |  |  |                              |  |  |                                    |  |
|                                                 |                             | László, conte Rhédey de Kis-Rhéde                 | Mihály, conte Rhédey de Kis-Rhéde                    |  |  |       |  |  |                              |  |  |                                    |  |
|                                                 |                             | László, conte Rhédey de Kis-Rhéde                 | Mihály, conte Rhédey de Kis-Rhéde                    |  |  |       |  |  |                              |  |  |                                    |  |
|                                                 |                             | László, conte Rhédey de Kis-Rhéde                 | baronessa Terézia Bánffy de Losoncz                  |  |  |       |  |  |                              |  |  |                                    |  |
| contessa Claudine Rhédey von Kis-Rhéde          |                             | László, conte Rhédey de Kis-Rhéde                 |                                                      |  |  |       |  |  |                              |  |  |                                    |  |
|                                                 |                             | baronessa Agnes Inczédy de Nagy-Várad             | Gregor, barone Inczédy de Nágy-Várad                 |  |  |       |  |  |                              |  |  |                                    |  |
|                                                 |                             | baronessa Agnes Inczédy de Nagy-Várad             | Gregor, barone Inczédy de Nágy-Várad                 |  |  |       |  |  |                              |  |  |                                    |  |
|                                                 |                             | baronessa Agnes Inczédy de Nagy-Várad             | Karolina Barcsay de Nagy-Barcsa                      |  |  |       |  |  |                              |  |  |                                    |  |
| principe Francesco di Teck                      |                             | baronessa Agnes Inczédy de Nagy-Várad             |                                                      |  |  |       |  |  |                              |  |  |                                    |  |
|                                                 | Giorgio III del Regno Unito | Federico, principe del Galles                     |                                                      |  |  |       |  |  |                              |  |  |                                    |  |
|                                                 | Giorgio III del Regno Unito | Federico, principe del Galles                     |                                                      |  |  |       |  |  |                              |  |  |                                    |  |
|                                                 | Giorgio III del Regno Unito | principessa Augusta di Sassonia-Gotha-Altenburg   |                                                      |  |  |       |  |  |                              |  |  |                                    |  |
| principe Adolfo, duca di Cambridge              | Giorgio III del Regno Unito |                                                   |                                                      |  |  |       |  |  |                              |  |  |                                    |  |
|                                                 |                             | principessa Carlotta di Meclemburgo-Strelitz      | duca Carlo Ludovico Federico di Meclemburgo-Strelitz |  |  |       |  |  |                              |  |  |                                    |  |
|                                                 |                             | principessa Carlotta di Meclemburgo-Strelitz      | duca Carlo Ludovico Federico di Meclemburgo-Strelitz |  |  |       |  |  |                              |  |  |                                    |  |
|                                                 |                             | principessa Carlotta di Meclemburgo-Strelitz      | Elisabetta Albertina di Sassonia-Hildburghausen      |  |  |       |  |  |                              |  |  |                                    |  |
| principessa Maria Adelaide di Cambridge         |                             | principessa Carlotta di Meclemburgo-Strelitz      |                                                      |  |  |       |  |  |                              |  |  |                                    |  |
|                                                 |                             | principe Federico d'Assia-Kassel                  | Federico II d'Assia-Kassel                           |  |  |       |  |  |                              |  |  |                                    |  |
|                                                 |                             | principe Federico d'Assia-Kassel                  | Federico II d'Assia-Kassel                           |  |  |       |  |  |                              |  |  |                                    |  |
|                                                 |                             | principe Federico d'Assia-Kassel                  | principessa Maria di Gran Bretagna                   |  |  |       |  |  |                              |  |  |                                    |  |
| principessa e langravia Augusta di Assia-Kassel |                             | principe Federico d'Assia-Kassel                  |                                                      |  |  |       |  |  |                              |  |  |                                    |  |
|                                                 |                             | principessa Carolina di Nassau-Usingen            | Carlo Guglielmo, principe di Nassau-Usingen          |  |  |       |  |  |                              |  |  |                                    |  |
|                                                 |                             | principessa Carolina di Nassau-Usingen            | Carlo Guglielmo, principe di Nassau-Usingen          |  |  |       |  |  |                              |  |  |                                    |  |
|                                                 |                             | principessa Carolina di Nassau-Usingen            | contessa Carolina Felicita di Leiningen-Dagsburg     |  |  |       |  |  |                              |  |  |                                    |  |
|                                                 |                             | principessa Carolina di Nassau-Usingen            |                                                      |  |  |       |  |  |                              |  |  |                                    |  |